# ティミショアラ - キキンダ線
ティミショアラ - キキンダ線（ルーマニア語: Calea ferata Timisoara–Kikinda）はルーマニアティミシュ県の県都ティミショアラとセルビアヴォイヴォディナ自治州キキンダを結ぶ単線鉄道路線である。この路線は帝国特認オーストリア＝ハンガリー国家鉄道会社（k.k. Privilegierte Österreichische Staatseisenbahn-Gesellschaft, StEG）がかつて運営した、プラハ - ティミショアラ区間のルーマニア部分に当たる。

## 歴史

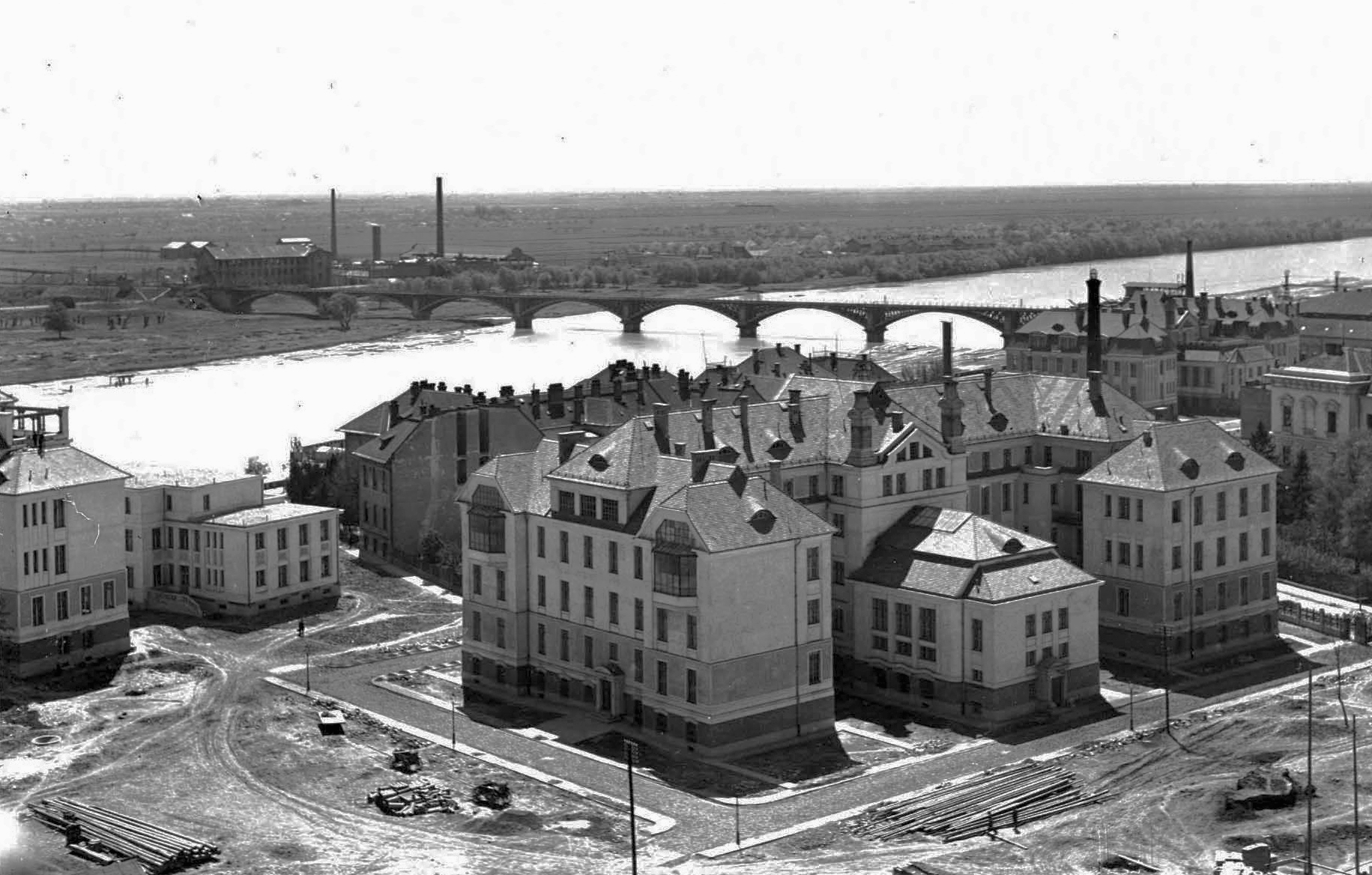
セゲド鉄道橋（1929年）

1852年7月、セゲド - テメシュヴァール（現ティミショアラ）間の鉄道建設資金を政府予算で調達することが確定した。1854年3月には南東帝国鉄道（k.k. Südöstliche Staatsbahn）によりツェグレード - セゲド間が開通した。1855年に南東帝国鉄道を国家鉄道会社が引き受け、StEGはセゲド - テメシュヴァール間の鉄道建設を進めた。帝国政府は鉄道建設を1856年12月31日まで完了させ、StEGに路線を譲渡する措置を取った。1857年11月15日、この路線はセゲド - キキンダ間と共に開通した。1891年には他のStEGハンガリー路線とともにハンガリー国鉄に組み入れられた。
1920年にトリアノン条約により確定した国境に合わせて、セゲド - ティミショアラ間はそれぞれハンガリー、ユーゴスラビア、ルーマニアに割譲された。1944年にティサ川上のセゲド鉄道橋は爆破され、現在に至るまで復旧されていない。その後、ハンガリー方面のソェーレグ - キキンダ間は運行中止となった。

## 運行形態
普通列車（R）: ティミショアラ北駅 - ジンボリア。